# Eleocharis microlepis
Eleocharis microlepis là loài thực vật có hoa trong họ Cói. Loài này được (Griseb.) D.A.Simpson mô tả khoa học đầu tiên năm 1988.